# Everybody Wants to Rule the World
"Everybody Wants to Rule the World" là một bài hát của ban nhạc người Anh quốc Tears for Fears nằm trong album phòng thu thứ hai của họ, Songs from the Big Chair (1985). Nó được phát hành như là đĩa đơn thứ ba trích từ album vào ngày 22 tháng 3 năm 1985 bởi Phonogram Inc., Mercury Records và Vertigo Records. Bài hát được đồng viết lời bởi hai thành viên lúc bấy giờ của nhóm Roland Orzabal và Ian Stanley với nhà sản xuất của nó Chris Hughes, đồng thời cũng là cộng tác viên quen thuộc xuyên suốt sự nghiệp của họ. Được bổ sung như là sự lựa chọn cuối cùng trong quá trình thực hiện cho Songs from the Big Chair, "Everybody Wants to Rule the World" được đánh giá như là một bản nhạc nhẹ và hoàn toàn ngược lại với phần còn lại của album. Đây là một bài hát new wave mang nội dung đề cập đến những mong muốn của con người đối với việc kiểm soát quyền lực và tập trung vào những chủ đề tham nhũng trong xã hội lúc bấy giờ.
Sau khi phát hành, "Everybody Wants to Rule the World" nhận được những phản ứng tích cực từ các nhà phê bình âm nhạc, trong đó họ đánh giá cao giai điệu hấp dẫn, thông điệp thẳng thắn cũng như quá trình sản xuất nó, đồng thời lọt vào danh sách những bản nhạc xuất sắc nhất thập niên 1980 bởi nhiều tổ chức và ấn phẩm âm nhạc. Ngoài ra, bài hát còn gặt hái nhiều giải thưởng và đề cử tại những lễ trao giải lớn, bao gồm chiến thắng tại giải Brit năm 1986 cho Đĩa đơn Anh quốc của năm. "Everybody Wants to Rule the World" cũng tiếp nhận những thành công vượt trội về mặt thương mại, đứng đầu các bảng xếp hạng ở Canada và New Zealand, đồng thời lọt vào top 10 ở nhiều quốc gia nó xuất hiện, bao gồm vươn đến top 5 ở những thị trường lớn như Úc, Bỉ, Ireland, Hà Lan và Vương quốc Anh. Tại Hoa Kỳ, nó đạt vị trí số một trên bảng xếp hạng Billboard Hot 100 trong hai tuần liên tiếp, trở thành đĩa đơn quán quân đầu tiên của Tears for Fears tại đây.
Video ca nhạc cho "Everybody Wants to Rule the World" được đạo diễn bởi Nigel Dick, trong đó bao gồm những cảnh giọng ca chính của Tears for Fears Curt Smith lái xe xung quanh những khu vực ở miền Nam California, xen kẽ với những cảnh họ hát trong một phòng thu. Nhóm đã trình diễn nó trên nhiều chương trình truyền hình và lễ trao giải lớn, bao gồm American Bandstand, Top of the Pops và giải Brit năm 1986, cũng như trong nhiều chuyến lưu diễn của họ. Kể từ khi phát hành, "Everybody Wants to Rule the World" đã được hát lại và sử dụng làm nhạc mẫu bởi nhiều nghệ sĩ, như Patti Smith, Gloria Gaynor, Nas, Kanye West, Miley Cyrus, Lorde và Weezer, cũng như xuất hiện trong nhiều tác phẩm điện ảnh và truyền hình, bao gồm Aloha, Bumblebee, EastEnders, Riverdale và The Wire. Năm 1986, một phiên bản thu âm lại của bài hát với tên gọi "Everybody Wants to Run the World" để ủng hộ chiến dịch Sport Aid, đã được phát hành và lọt vào top 5 ở Ireland và Vương quốc Anh.

## Danh sách bài hát
Đĩa 7"
- A. "Everybody Wants to Rule the World" – 4:11
- B. "Pharaohs" –  3:42

Đĩa 12"
- A. "Everybody Wants to Rule the World" (bản mở rộng) –  5:43
- B1. "Everybody Wants to Rule the World" (bản 7") –  4:11
- B2. "Pharaohs" –  3:42

## Xếp hạng
| Bảng xếp hạng (1985)                  | Vị trí cao nhất |
| ------------------------------------- | --------------- |
| Australia (Kent Music Report)         | 2               |
| Áo (Ö3 Austria Top 40)                | 19              |
| Bỉ (Ultratop 50 Flanders)             | 3               |
| Canada (RPM)                          | 1               |
| Canada Adult Contemporary (RPM)       | 1               |
| Châu Âu (European Hot 100 Singles)    | 3               |
| Pháp (SNEP)                           | 18              |
| Đức (Official German Charts)          | 11              |
| Ireland (IRMA)                        | 2               |
| Ý (FIMI)                              | 11              |
| Hà Lan (Dutch Top 40)                 | 2               |
| Hà Lan (Single Top 100)               | 2               |
| New Zealand (Recorded Music NZ)       | 1               |
| Nam Phi (Springbok Radio)             | 14              |
| Thụy Sĩ (Schweizer Hitparade)         | 13              |
| Anh Quốc (OCC)                        | 2               |
| Hoa Kỳ Billboard Hot 100              | 1               |
| Hoa Kỳ Adult Contemporary (Billboard) | 2               |
| Hoa Kỳ Dance Club Songs (Billboard)   | 1               |

| Bảng xếp hạng (1985)                 | Vị trí |
| ------------------------------------ | ------ |
| Australia (Kent Music Report)        | 36     |
| Belgium (Ultratop 50 Flanders)       | 31     |
| Canada (RPM)                         | 19     |
| Germany (Official German Charts)     | 66     |
| Italy (FIMI)                         | 86     |
| Netherlands (Dutch Top 40)           | 20     |
| Netherlands (Single Top 100)         | 31     |
| New Zealand (Recorded Music NZ)      | 9      |
| UK Singles (Official Charts Company) | 24     |
| US Billboard Hot 100                 | 7      |
| US Adult Contemporary (Billboard)    | 23     |

| Bảng xếp hạng (1980-89) | Vị trí |
| ----------------------- | ------ |
| US Billboard Hot 100    | 67     |

| Bảng xếp hạng        | Vị trí |
| -------------------- | ------ |
| US Billboard Hot 100 | 345    |

## Chứng nhận
| Quốc gia | Chứng nhận | Số đơn vị/doanh số chứng nhận |
| --- | ---------- | ----------------------------- |
| Canada (Music Canada) | Vàng       | 50.000^                       |
| Ý (FIMI) | Vàng       | 25.000‡                       |
| New Zealand (RMNZ) | Vàng       | 10.000*                       |
| Anh Quốc (BPI) | Vàng       | 500.000‡                      |
| * Chứng nhận dựa theo doanh số tiêu thụ. ^ Chứng nhận dựa theo doanh số nhập hàng. ‡ Chứng nhận dựa theo doanh số tiêu thụ và phát trực tuyến. |            |                               |